# Chiropsalmus quadrumanus
Chiropsalmus quadrumanus F. Müller, 1859 è una medusa Cubozoa della famiglia Chiropsalmidae.  Vive nell'Atlantico e nel Pacifico; la sua puntura è velenosa e pericolosa.
Müller creò nel 1859 il genere Tamoya per collocare due specie di cubomedusa brasiliane che riteneva molto simili: la T. haplonema e la T. quadrumana. Quest'ultima fu anche la prima Chirodropida ad essere descritta, dato che apparteneva ad un altro ordine, per cui fu spostata nel nuovo genus Chiropsalmus, da Louis Agassiz nel 1862, sotto il nome di C. quadrumanus.

## Descrizione
Il Chiropsalmus quadrumanus ha le campana trasparente, con un leggero colore biancastro, di circa 14 cm di largo e poco più alta. La sommità dell'esombrella è appiattita, mentre gli angoli superiori sono arrotondati.
Dai pedalia, ad ogni angolo della campana, pendono da 5 a 9 irregolari appendici palmate da ognuna delle quali nasce un tentacolo. I due tentacoli esterni sono rosati, mentre i restanti interni di colore bianco-giallognolo; i tentacoli possono misurare fino a 3-4 metri e sono ricoperti da stretti anelli di nematocisti.
Il velarium si trova a metà altezza dell'ombrella ed è percorso da un anello orizzontale di tessuto che ne blocca parzialmente l'apertura. Il manubrio pende all'interno della subombrella. Lo stomaco è arrotondato, con quattro tasche che collegano i seni radiali lungo i bordi della campana. Le gonadi si trovano ad ogni lato dei canali radiali.

## Distribuzione ed habitat
La specie si trova nell'Oceano Atlantico settentrionale, lungo le coste dell'Est americano, fino al Golfo del Messico ed il mar dei Caraibi. Una popolazione distinta si trova nelle acque del Brasile.
Le C. quadrumanus si incontrano anche nel Pacifico, fra le isole Hawaii e l'Australia e sono inoltre stata registrate lungo le coste occidentali dell'Africa.
Vivono generalmente in acque calde ed in mare aperto, anche se accade che vengano avvistati lungo le coste. Segnalazioni della presenza di queste meduse possono anche avvenire in luoghi che non frequentano abitualmente, come durante la siccità del 1955-56, quando popolazioni di C. quadrumanus vennero avvistate lungo le coste del Texas. In quel caso, l'apparizione del  C. quadrumanus venne attribuita ad un aumento della salinità delle acque della zona. Queste meduse vivono generalmente lontano dalla superficie, tranne che per gli esemplari più giovani che vengono rinvenuti sovente nelle reti a strascico usate per pescare i gamberi. A seguito di burrasche, folti gruppi di  C. quadrumanus possono arenarsi sulle spiagge, così come esemplari morti vengono trovati dopo forti piogge.

## Tossicità
Le nematocisti sui tentacoli possono infliggere dolorose punture. I sintomi a seguito di una puntura sono forte dolore, disfunzione cardiaca e problemi respiratori.
Anche se non vi sono casi segnalati in Georgia, numerosi casi di punture sono stati registrati in Texas, che si sono risolti in dolorose bruciature. Un caso documentato di un ragazzo deceduto a seguito di una puntura è stato registrato nel Golfo del Messico; la morte è avvenuta 40 minuti dopo l'incontro con la medusa.
Uno studio su 49 persone toccate da meduse in Brasile su un periodo di 5 anni ha rivelato che 20 di essi erano riconducibili a specie identificabili. Di esse, 16 erano C. quadrumanus e 4 erano Physalia physalis: tutte le punture erano lineari e hanno causato dolore intenso e sintomi specifici.